# Estação Ferroviária de Vimieiro
A Estação Ferroviária de Vimieiro, originalmente denominada de Venda do Duque, é uma gare encerrada da Linha de Évora, que servia a freguesia de Vimieiro, no concelho de Arraiolos, em Portugal.

## Descrição
Em Janeiro de 2011, apresentava duas vias de circulação, ambas com 322 m de comprimento, e duas plataformas, ambas com 60 m de comprimento, tendo a primeira 35 cm de altura, e a segunda, 50 cm.

## História

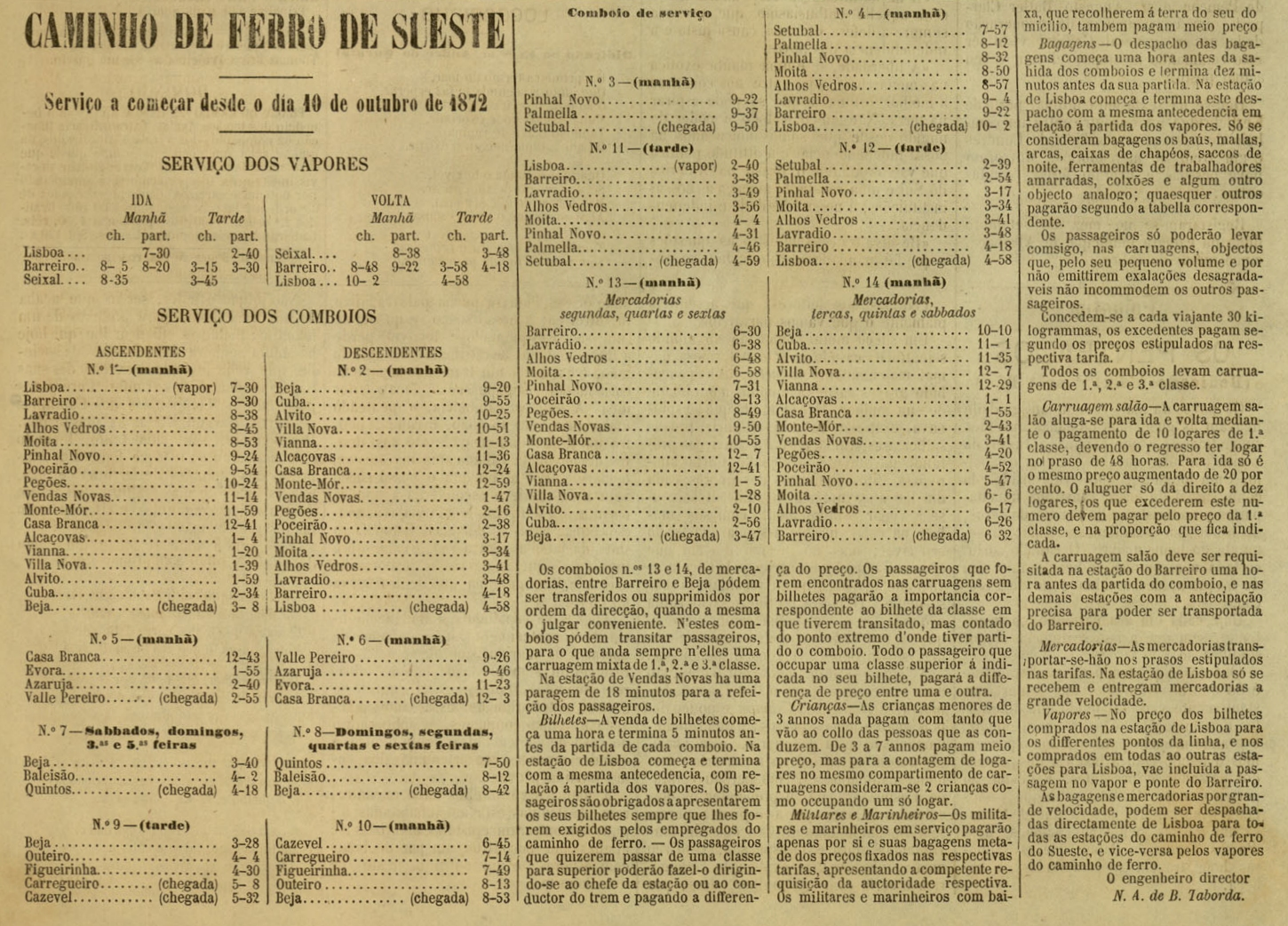
Horários de 1872, onde esta interface aparece com o nome de Venda do Duque, sendo nessa altura a estação terminal da linha.

A estação de Vimieiro entrou ao serviço em 10 de Março de 1873, com o nome de Venda do Duque, tendo sido o terminal provisório da linha até à abertura do troço seguinte, até Estremoz, em 22 de Dezembro do mesmo ano.
Em 1913, existia um serviço de diligências entre a estação e a localidade de Vimieiro.
Em 1934, a Companhia dos Caminhos de Ferro Portugueses fez grandes obras de reparação na estação de Vimeiro.
Os serviços de passageiros no lanço entre Évora e Estremoz foram terminados em 2 de Janeiro de 1990, como parte de um programa de reestruturação da operadora Caminhos de Ferro Portugueses. Os serviços de mercadorias permaneceram até ao fim da exploração, em 2009, e em 2011, este lanço foi oficialmente desclassificado.